# Justin Gabriel
Phillip Paul Lloyd (ur. 3 marca 1981) – południowoafrykański wrestler, obecnie występujący pod pseudonimem ringowym PJ Black. Znany głównie z występów w WWE jako Justin Gabriel w latach 2010–2015.
Lloyd trenowany był przez swojego ojca – wrestlera Paula Lloyda. W ringu zadebiutował w 1997 roku, występował na brytyjskiej i południowoafrykańskiej scenie niezależnej. Był pierwszym posiadaczem World Cruiserweight Championship federacji World Wrestling Professionals.
W 2008 podpisał kontrakt z federacją World Wrestling Entertainment i dołączył do jej rosteru rozwojowego – Florida Championship Wrestling. W 2010 wziął udział w pierwszym sezonie programu telewizyjnego NXT, który zakończył na trzecim miejscu rankingu żółtodziobów. Dołączył do frakcji The Nexus, debiutując w głównym rosterze WWE w czerwcu 2010. W późniejszych latach stał się trzykrotnym zdobywcą WWE Tag Team Championship.
Po zakończeniu współpracy z WWE Lloyd powrócił na scenę niezależną. W 2015 rozpoczął występy dla Global Force Wrestling, Total Nonstop Action Wrestling oraz Lucha Underground.

## Kariera wrestlera

### Treningi i początki kariery (1997–2000)
Lloyd rozpoczął treningi wrestlerskie pod okiem swojego ojca – Paula Lloyda, znanego fanom wrestlingu pod pseudonimem The Pink Panther. Trenował na własnym podwórku, gdzie ustawione były dwa ringi. Oficjalnie zadebiutował w 1997 roku, mając zaledwie 16 lat. Przyjął pseudonim ringowy PJ Black i wraz z Rayem Leppanem utworzył tag team Pure Juice. Po tym, jak jego ojciec został postrzelony i zamordowany na jego oczach, Lloyd przeprowadził się do Wielkiej Brytanii.

### Zjednoczone Królestwo i Południowa Afryka (2000–2008)
Lloyd spędził na Wyspach Brytyjskich pięć lat; trenował w szkółce Frontier Wrestling Alliance pod okiem Alexa Shane'a i Marka Sloana. Dla federacji pierwszy raz zawalczył w 2003 roku. Odbył też występ dla brytyjskiego oddziału International Pro Wrestling.
W 2005 powrócił do Południowej Afryki, gdzie nawiązał współpracę z World Wrestling Professionals (WWP). Podczas pobytu w federacji rywalizował między innymi z Mikeyem Whiplashem. 1 listopada 2007 PJ Black stał się pierwszym posiadaczem WWP World Cruiserweight Championship, pokonując The Playa w walce o nowo utworzone mistrzostwo. Jego panowanie trwało 13 dni, utracił tytuł w pojedynku z Lizzardem. 10 stycznia 2009 zmierzył się z Joem E Legendem w przegranym starciu o WWP World Heavyweight Championship; podczas walki doznał oparzeń w wyniku nieudanego spotu z ogniem. Ostatnią walkę w Afryce Południowej stoczył 8 listopada 2008, podczas gali WWP Carnival City Casino; przegrał wówczas pojedynek z Terrim Middouxem.

### World Wrestling Entertainment

#### Florida Championship Wrestling (2008–2010)

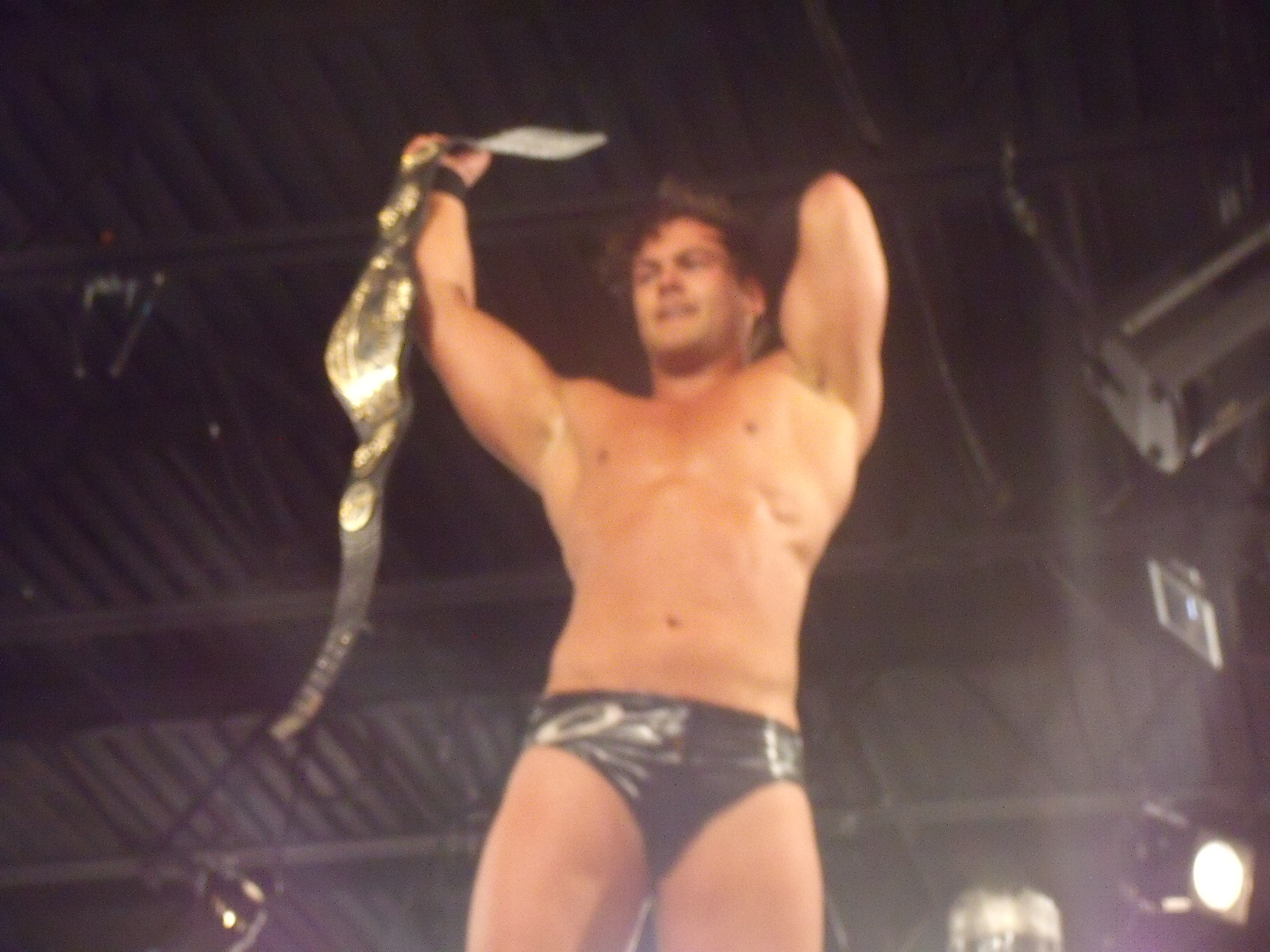
Angel jako FCW Florida Heavyweight Champion w styczniu 2010.

W 2008 Lloyd jako pierwszy Południowoafrykańczyk w historii podpisał kontrakt z World Wrestling Entertainment (WWE). Został przypisany do rozwojówki federacji – Florida Championship Wrestling (FCW). Zadebiutował 22 lutego 2008 pod swoim prawdziwym nazwiskiem i przegrał walkę z Kawalem. W następnym miesiącu jego pseudonim ringowy zmieniono na Justin Angel. W czerwcu utworzył tag team z Krisem Loganem. Nowa drużyna szybko rozpoczęła rywalizację z The Dude Busters (Barretą i Croftem) – ówczesnymi posiadaczami FCW Florida Tag Team Championship. Po kilku przegranych walkach, 9 sierpnia 2009 Logan i Angel pokonali Dude Busters, stając się mistrzami drużynowymi. Tytuły utracili trzy tygodnie później, w starciu z braćmi Rotundo (Dukem i Bo).
Po utracie mistrzostw duet zakończył wspólną działalność. Angel powrócił do rywalizacji singlowej, pokonując Vance'a Archera i Sheamusa w kolejnych tygodniach sierpnia i września. 11 października 2009 pokonał Heatha Slatera w 2-Out-Of-3 Falls matchu o Florida Heavyweight Championship. Przez resztę 2009 skutecznie bronił tytułu w starciach z Drew McIntyre’em, Erikiem Escobarem, Heathem Slaterem i Curtem Hawkinsem. W lutym 2010 zmienił pseudonim na Justin Gabriel przez występy w programie NXT. 28 marca utracił Florida Heavyweight Championship na rzecz Alexa Rileya. Nie zdołał odzyskać mistrzostwa w walce rewanżowej. W maju rozpoczął rywalizację z Leo Krugerem. Gabriel pokonał Krugera w pojedynku na FCW TV z 27 czerwca, lecz uległ rywalowi w starciu rewanżowym podczas odcinka z 25 lipca; był to jego ostatni występ dla FCW.

#### The Nexus i The Corre (2010–2011)
16 lutego 2010 ogłoszono, że Angel weźmie udział w pierwszym sezonie programu NXT, przyjmie pseudonim "Justin Gabriel", a jego scenariuszowym mentorem zostanie Matt Hardy. W ringu NXT zadebiutował 2 marca, kiedy wraz z Hardym pokonał Skipa Sheffielda i Williama Regala. W kolejnym tygodniu zdołał wygrać pojedynek z Wade’em Barrettem, lecz 16 marca on i Hardy ulegli w starciu drużynowym z CM Punkiem i Darrenem Youngiem. Gabriel dotarł aż do finałowego odcinka sezonu, gdzie został wyeliminowany; zajął trzecie miejsce finalnego rankingu żółtodziobów.

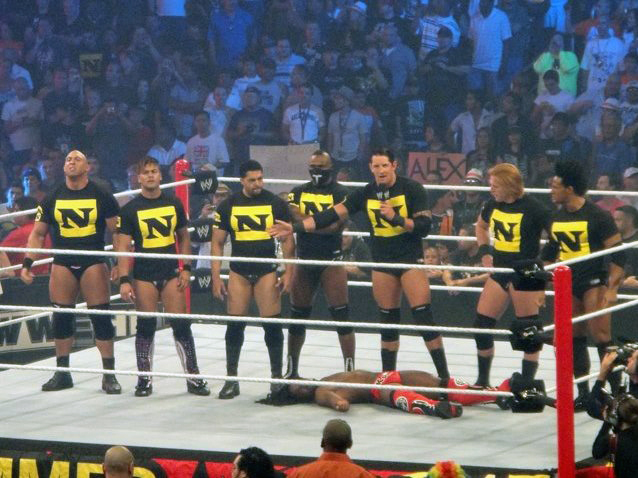
Gabriel (drugi od lewej) z resztą The Nexus na SummerSlam w 2010.

7 czerwca 2010, podczas odcinka Raw, Gabriel i reszta uczestników pierwszego sezonu NXT zainterweniowała w walkę między CM Punkiem a Johnem Ceną; grupa zaatakowała obu zawodników, komentatorów i spikera Justina Robertsa, po czym zdemolowała ring i jego otoczenie. Tydzień później ofiarą ich ataku stał się Generalny Menedżer Raw Bret Hart, który nie zgodził się podpisać kontraktu z żółtodziobami. Na gali Fatal 4-Way frakcja wtrąciła się w walkę wieczoru o WWE Championship, odbierając Johnowi Cenie szansę na zdobycie mistrzostwa. Podczas następnego Raw Vince McMahon zwolnił Harta, a rolę Generalnego Menedżera zajęła anonimowa osoba. Nowy Menedżer Raw podpisał kontrakty z członkami grupy, a w kolejnym tygodniu frakcja przyjęła nazwę The Nexus. 12 lipca stajnia pokonała Johna Cenę w 6-on-1 Handicap matchu. Punktem kulminacyjnym rywalizacji Nexus z Ceną i rosterem Raw było czternastoosobowe starcie drużynowe na gali SummerSlam. Gabriel był jednym z dwóch ostatnich przetrwałych zawodników Nexus, ostatecznie jednak walkę wygrała drużyna Johna Ceny.
Dzięki wygranej Barretta na gali Hell in a Cell Cena został zmuszony do dołączenia do Nexus. Na kolejnej gali pay-per-view Cena i David Otunga zdobyli WWE Tag Team Championship. 25 października Otunga dobrowolnie przekazał mistrzostwa Gabrielowi i Heathowi Slaterowi. Członkowie Nexus utracili tytuły po dwóch miesiącach panowania, na rzecz Santino Marelli i Vladimira Kozlova. Na gali TLC: Tables, Ladders & Chairs próbowali odzyskać mistrzostwa w walce rewanżowej, starcie jednak przerwała interwencja członka Nexus Michaela McGillicutty'ego.
Kiedy w styczniu 2011 rolę lidera Nexus przejął CM Punk, Gabriel i Slater odmówili dalszej współpracy z grupą. 14 stycznia, podczas SmackDown, pomogli Barrettowi i Ezekielowi Jacksonowi w ataku na Big Showie. Tydzień później nowa frakcja otrzymała nazwę The Corre i jeszcze tej samej nocy, dzięki pomocy grupy, Gabriel zdołał pokonać World Heavyweight Championa Edge'a w zwykłej walce singlowej. 18 lutego Gabriel i Slater zmierzyli się z Santino Marellą i Vladimirem Kozlovem w starciu o mistrzostwa drużynowe, lecz walkę zakończyła interwencja The Corre. Podczas gali Elimination Chamber wygrali starcie rewanżowe, zdobywając WWE Tag Team Championship po raz drugi. Następnej nocy, na Raw, utracili tytuły na rzecz Johna Ceny i The Miza, lecz kilka minut po przegranej odzyskali je w kolejnej walce, dzięki pomocy samego Miza. The Corre rywalizowało z Big Showem, a podczas WrestleManii XXVII frakcja została pokonana przez rywala i jego drużynę, składającą się jeszcze z Kane'a, Santino Marelli oraz Kofiego Kingstona. Podczas SmackDown z 22 kwietnia Gabriel i Slater stracili Tag Team Championship na rzecz Big Showa i Kane'a; po walce Gabriel został zaatakowany przez Slatera obwiniającego go o przegraną. 6 maja Gabriel, Slater i Barrett wyrzucili Jacksona z ugrupowania, jednocześnie rozpoczynając rywalizację z zawodnikiem. 10 czerwca Barrett wystawił Gabriela i Slatera, kończąc działalność The Corre. Gabriel i Slater kontynuowali jednak współpracę i wkrótce rozpoczęli rywalizację z The Usos. 17 czerwca przegrali walkę z rywalami, jednak zdołali wygrać starcie rewanżowe tydzień później. Po kolejnej przegranej, 8 lipca na SmackDown, duo pokłóciło się i rozstało. W kolejnym tygodniu Gabriel pokonał Slatera w walce singlowej i stał się protagonistą.

#### Próby zdobycia mistrzostw (2011–2013)

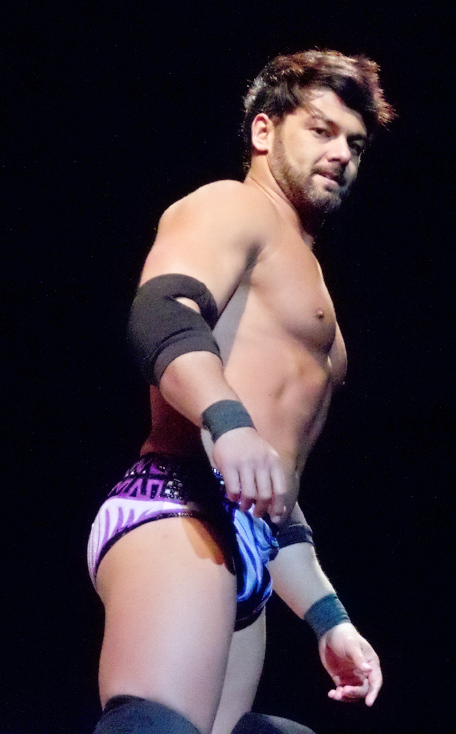
Gabriel w 2012.

Na czerwcowej gali Money in the Bank Gabriel wziął udział w Money in the Bank Ladder matchu, który ostatecznie wygrał Daniel Bryan. Przez resztę 2011 Gabriel zwyciężał różnych zawodnikach na Superstars, nie odnosił jednak sukcesów podczas innych tygodniówek WWE.
W styczniu 2012 uratował Hornswoggle'a przed atakiem ze strony Slatera i Cody'ego Rhodesa. W kolejnych tygodniach pokonał Slatera, lecz przegrał pojedynek z Rhodesem. Na Elimination Chamber zmierzył się z Jackiem Swaggerem w starciu o WWE United States Championship, nie zdołał jednak zdobyć mistrzostwa.
Gabriel rozpoczął krótką rywalizację z Tysonem Kiddem. Po kilku stoczonych walkach rywale zaczęli okazywać sobie szacunek i ostatecznie połączyli siły tworząc tag team. Podczas WrestleManii XXVIII wzięli udział w dark matchu przeciwko The Usos i posiadaczom WWE Tag Team Championship – Primo i Epico; z walki zwycięsko wyszli mistrzowie, podczas starcia Gabriel doznał kontuzji łokcia, która wykluczyła go z akcji na kolejne kilka tygodni. Powrócił 30 maja, podczas odcinka NXT, pomagając Derrickowi Batemanowi i Percy'emu Watsonowi pokonać JTG, Fandango i Michaela McGullicutty'ego.
Na gali No Way Out Gabriel i Kidd nie zdołali wygrać Fatal 4 Way Tag Team matchu o miano pretendenckie do mistrzostw drużynowych. Po utworzeniu przez WWE brandu NXT Gabriel wziął udział w turnieju mającym wyłonić pierwszego posiadacza NXT Championship; został wyeliminowany po przegranym pojedynku z Michaelem McGillicuttym.
Podczas odcinka Main Event z 3 października duo Gabriela i Kidda, nieoficjalnie nazywane „Airstrike”, przegrało starcie z Santino Marellą i Zackiem Ryderem. Na gali Survivor Series dołączyli do Reya Mysterio, Sin Cary i Brodusa Claya, pokonując The Prime Time Players (Titusa O'Neila i Darrena Younga), Primo, Epico i Tensaia. W styczniu 2013 Kidd doznał poważnej kontuzji kolana, co ostatecznie zakończyło jego współpracę z Gabrielem.
17 kwietnia Gabriel wygrał Battle Royal o prawo walki o WWE Intercontinental Championship. Z mistrzem, Wade’em Barrettem, zmierzył się jeszcze tej samej nocy; pojedynek przegrał.

#### Ostatnie rywalizacje (2013–2015)
Gabriel nie wystąpił na żadnej gali pay-per-view w 2013. Przez większość roku występował jedynie na Main Event i Superstars. We wrześniu wdał się w rywalizację między Danielem Bryanem a Triple H'em i The Shield, stając po stronie Bryana wraz z innymi face'ami. 23 września Gabriel i reszta protagonistów zmierzyli się z The Shield w 11-on-3 Handicap matchu; Gabriel został wyeliminowany przez Romana Reignsa, lecz ostatecznie jego drużyna wygrała.
W 2014 wystąpił na WrestleManii XXX, biorąc udział w przegranym Andre the Giant Memorial Battle Royalu. W połowie roku zaczął pojawiać się częściej w brandzie rozwojowym – NXT. Tam pomagał promować młodsze gwiazdy, przegrywając walki z Neville'em, Tylerem Breezem czy Hideo Itamim. Po porażce w pojedynku z Samim Zaynem podczas NXT z 3 lipca Gabriel i jego były tag-team-partner Tyson Kidd zaatakowali Zayna. W kolejnym tygodniu pokonali Neville'a i Zayna. Dołączyli do turnieju mającego wyłonić pretendentów do NXT Tag Team Championship, zostali jednak wyeliminowani przez Zayna i Adama Rose'a. 11 września 2014 Gabriel pokonał Sin Carę, była to jego ostatnia odnotowana wygrana w WWE. 28 listopada nie zdołał wygrać Battle Royalu o WWE United States Championship.
Przez kolejne miesiące Gabriel pracował jako jobber. Pojawiał się w programach WWE jako członek Exotic Express Adama Rose'a; odgrywał postać The Bunny'ego – królika-atlety. 13 stycznia 2015 przegrał pojedynek z Rusevem; była to jego ostatnia walka dla federacji. 25 stycznia WWE potwierdziło, że Gabriel zrezygnował z pracy w federacji.

### Scena niezależna (od 2015)

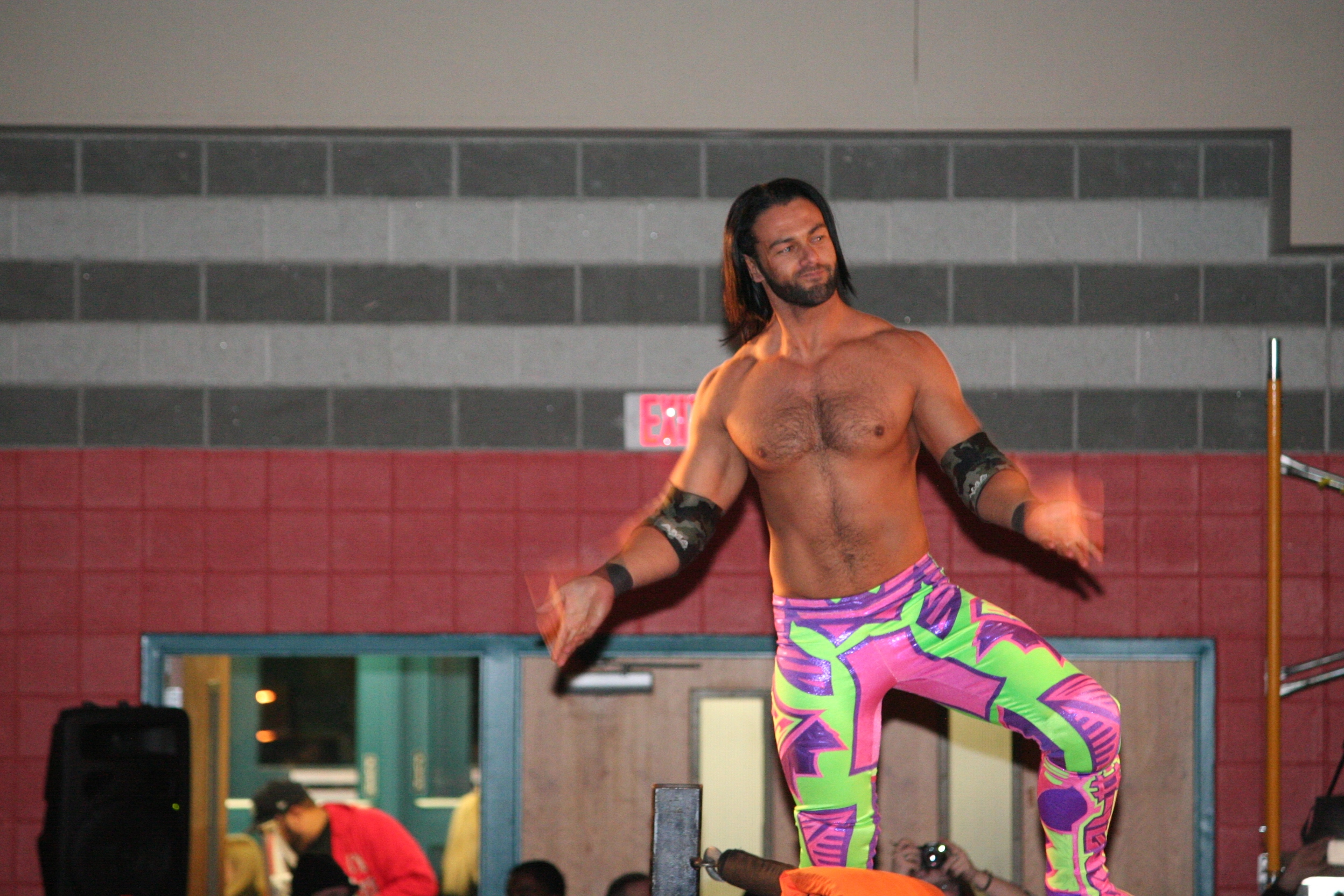
Lloyd występujący jako PJ Black w styczniu 2015.

31 stycznia 2015 Lloyd wystąpił dla Pro Wrestling Syndicate (PWS) jako „The Darewolf” PJ Black. 8 marca, na EVOLVE 38, Black pokonał Caleba Konleya. 26 marca zmierzył się z Drew Gallowayem w walce o Evolve Championship.
6 maja 2015 PJ Black dołączył do rosteru federacji Global Force Wrestling (GFW). Wziął udział w turnieju o nowo utworzone GFW NEX*GEN Championship; 23 października pokonał Jigsawa, TJ Perkinsa oraz Virgila Flynna w finale turnieju, tym samym stając się pierwszym posiadaczem mistrzostwa. Tytuł utracił 27 listopada, na rzecz Sonjaya Dutta.
2 lipca 2016 pojawił się na Summer Smash federacji German Wrestling Federation; pokonał Ivana Kieva w starciu o GWF Berlin Championship. Mistrzostwo odebrał mu Matt Cross, 24 września 2016.
5 lutego 2017 wraz z Nixonem Newellem zdobył mistrzostwo drużynowe federacji Southside Wrestling Entertainment. Tytuły zostały im odebrane przez Guilty By Habit (Damiana Dunne'a i Robbiego X).

### Total Nonstop Action Wrestling (2015)
W sierpniu 2015 Black brał udział w inwazji Global Force Wrestling na federację Total Nonstop Action Wrestling (TNA). 12 sierpnia zdobył TNA King of the Mountain Championship, wygrywając King of the Mountain match z Lashleyem, Chrisem Mastersem, Erikiem Youngiem i Robbiem E. Tydzień później otrzymał szansę zdobycia TNA World Heavyweight Championship, przegrał jednak walkę z Ethanem Carterem III. 2 września utracił King of the Mountain Championship na rzecz Bobby'ego Roode'a. Inwazja GFW zakończyła się, gdy drużyna TNA pokonała drużynę GFW w Lethal Lockdown matchu. Black powrócił na scenę niezależną.

### Lucha Underground (od 2015)
Black zadebiutował w Lucha Underground podczas odcinka z 3 lutego 2016; wygrał walkę z The Mackiem. 24 lutego przegrał pojedynek z Jackiem Evansem. Wkrótce ogłoszono, że Black i Evans połączą siły z Fénixem, by wziąć udział w walce o Lucha Underground Trios Championship. Fénix został jednak zaatakowany i zastąpiony przez Johnny'ego Mundo. 25 maja trio, nazwane „Worldwide Underground”, pokonało Reya Mysterio, Prince'a Pumę i Dragona Aztecę Jr. w starciu o mistrzostwo trójek. Tytuły utracili podczas odcinka z 20 lipca, w walce z Aero Starem, Drago i Fénixem. W grudniu Black brał udział w turnieju o miano pretendenckie do Lucha Underground Championship; dotarł do finału, lecz nie zdołał wygrać Fatal 4-Way Elimination matchu gwarantującego walkę o główne mistrzostwo federacji.

## Poza wrestlingiem
W latach 2007–2008 Lloyd brał udział w licznych konkursach dla modeli.
W sierpniu 2013 wystąpił w programie Discovery Channel Shark After Dark, we wrześniu 2013 pojawił się w jednym z odcinków reality show Total Divas.
Postać Justina Gabriela dostępna jest jako postać grywalna w grach komputerowych WWE SmackDown vs. Raw 2011, WWE '12, WWE '13, WWE 2K14 oraz WWE 2K15. W WWE 2K15 podczas wejścia na ring Adama Rose'a pojawia się The Bunny, nie jest on jednak postacią grywalną.

## Życie osobiste
Podczas pobytu w Wielkiej Brytanii Lloyd ukończył studia na kierunku sportowym. W kwietniu 2016 zdobył obywatelstwo amerykańskie.
Lloyd przyjaźni się z południowoafrykańskim wrestlerem Raymondem Leppanem. Spotykał się z byłą zawodniczką WWE Kelly Kelly oraz spikerką JoJo Offerman.
Lloyd interesuje się BASE jumpingiem. Podczas uprawiania sportu doznał dwóch wypadków, w wyniku jednego z nich stracił palec.

## Styl walki
- Finishery
  - 450° Splash

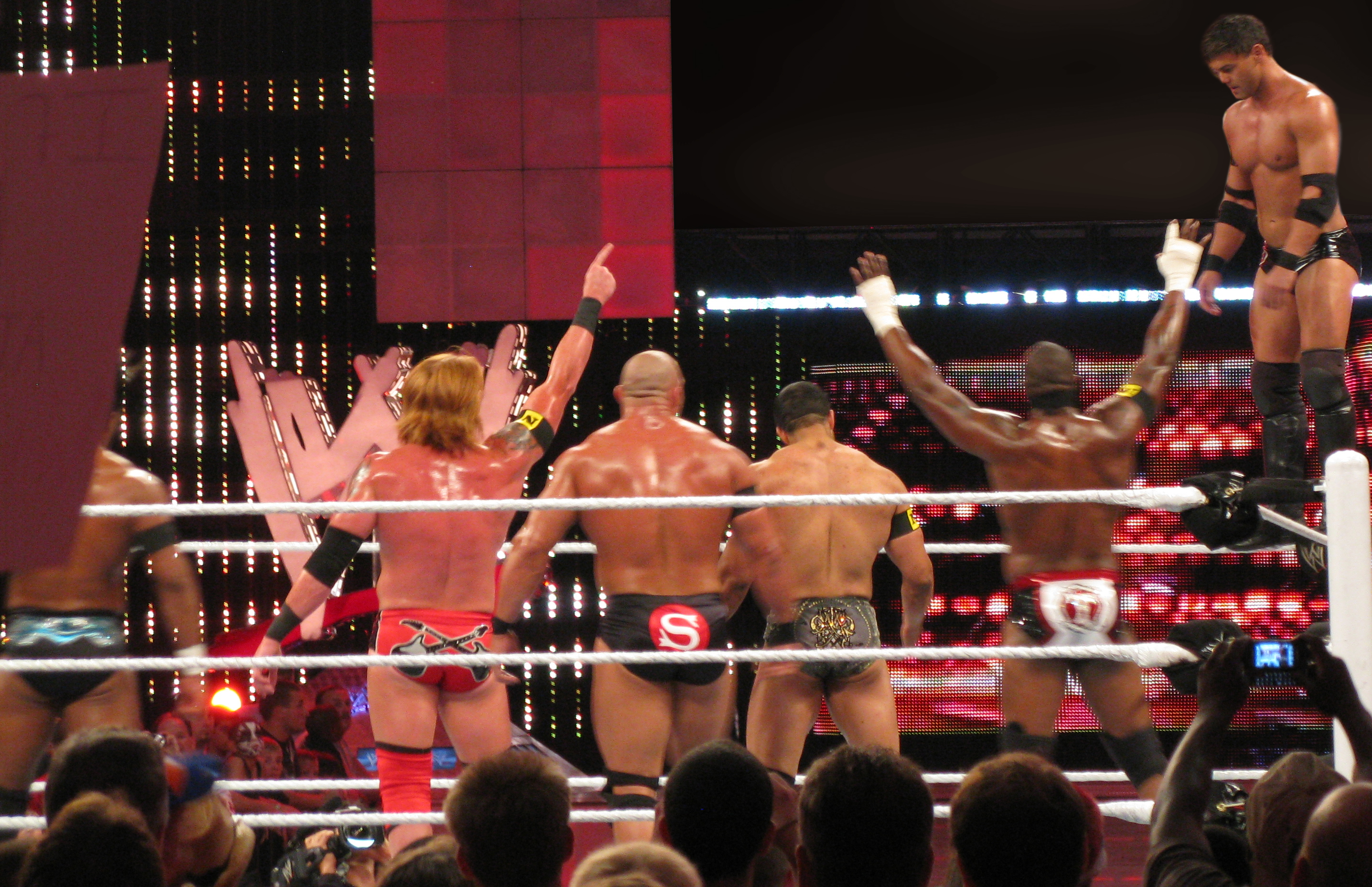
Gabriel szykujący się do wykonania 450° Splash.

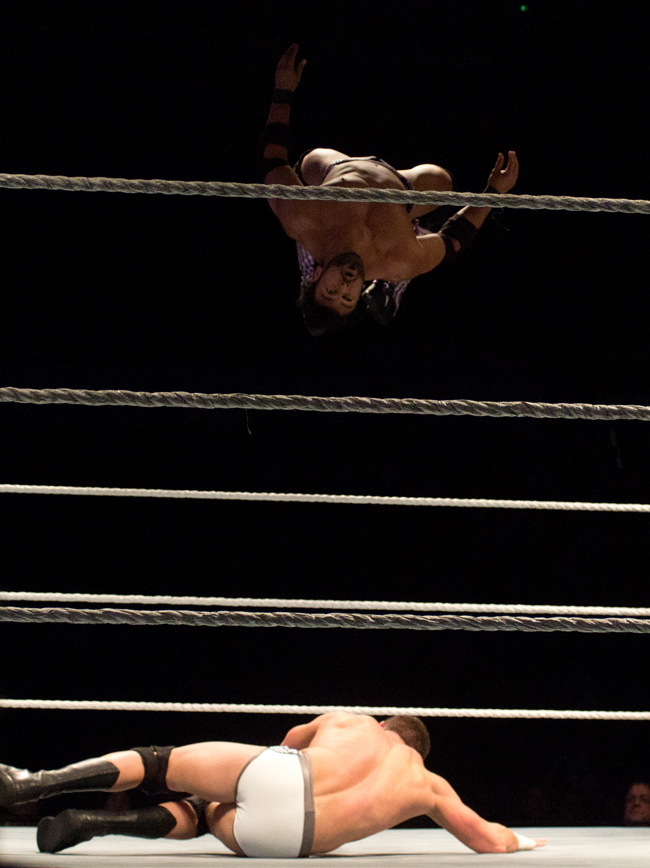
Gabriel wykonujący moonsault na Codym Rhodesie

  - Moonsault na stojącym przeciwniku, w kombinacji z DDT
  - Black Diamond (inverted crucifix cutter)
- Inne ruchy
  - Black to the Future (Spin-out powerbomb)
  - Corkscrew plancha
  - Discus elbow smash
  - Hurricanrana
  - Koji clutch
  - Running crossbody
  - Russian legsweep
  - Slingshot senton
  - Springboard crossbody, moonsault, senton bomb
  - Tilt-a-whirl backbreaker
  - Tornado DDT
- Z Tysonem Kiddem
  - Finishery drużynowe
    - Kombinacja Spinebuster (Gabriel) / Blockbuster (Kidd)
    - Kombinacja double knee backbreaker (Gabriel) / springboard elbow drop (Kidd)
    - Kombinacja sidewalk slam (Gabriel) / standing shooting star press (Kidd)
- Menedżerował
  - Adamowi Rose'owi (jako The Bunny)
- Przydomki
  - „The Cape Town Werewolf” (pl. Wilkołak z Kapsztadu)
  - „The Daredevil” (pl. Śmiałek)
  - „The Darewolf” (pl. Wilkołak)
  - „The Poster Boy” (pl. Chłopiec z plakatu)
  - „The South African Sensation” (pl. Południowoafrykańska Sensacja)
- Motywy muzyczne
  - „We Are One” ~ 12 Stones (WWE, jako członek The Nexus, 2010–2011)
  - „End of Days” ~ Matt McCloskey i Jim Johnston (WWE, 2011)
  - „Black or White” ~ Bleeding In Stereo (WWE, 2011)
  - „The Rising” ~ Jan Cyrka i Tony Bricheno (WWE, 2011–2013)
  - „Fear Nothing” ~ CFO$ (WWE/scena niezależna, od 2013)
  - „Obtuse” ~ PeroxWhy?Gen (TNA, 2015)

## Mistrzostwa i osiągnięcia
- Destiny World Wrestling
  - DWW Championship (1 raz)[104]
- Florida Championship Wrestling

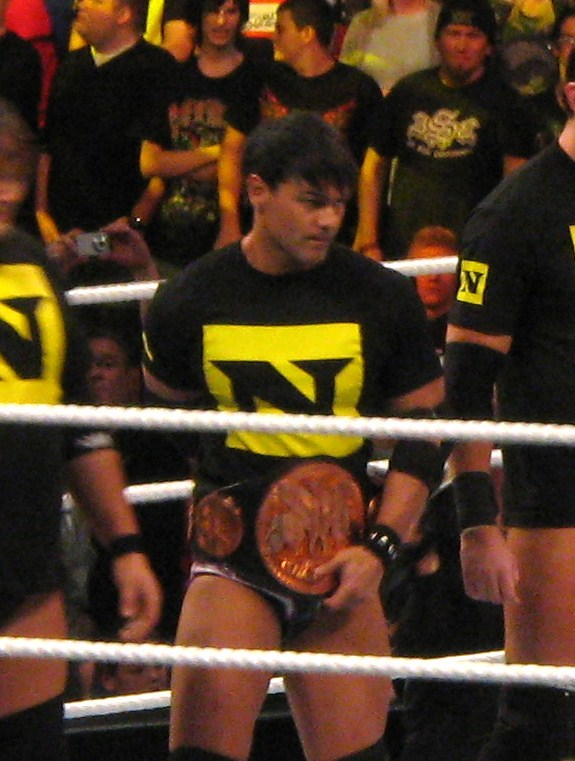
Gabriel jest trzykrotnym zdobywcą WWE Tag Team Championship.

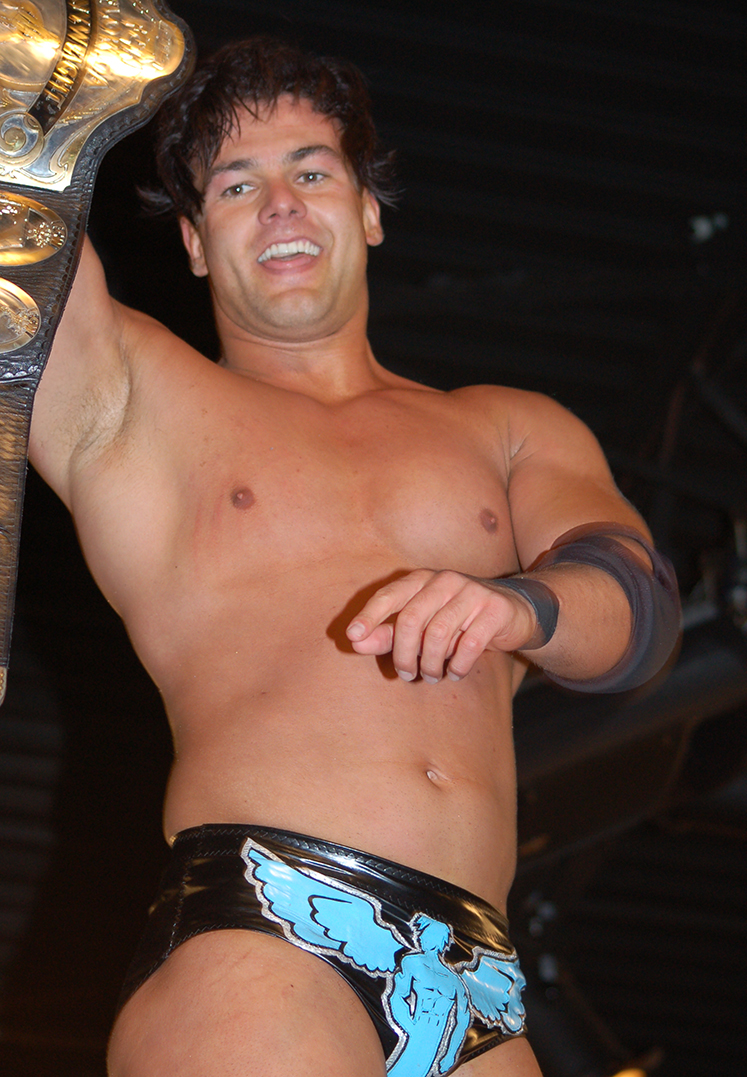
Gabriel jako FCW Florida Heavyweight Champion.

  - FCW Florida Heavyweight Championship (1 raz)[104]
  - FCW Florida Tag Team Championship (1 raz, z Krisem Loganem)[104]
- German Wrestling Federation
  - GFW Berlin Championship (1 raz)[104]
- Global Force Wrestling
  - GFW NEX*GEN Championship (1 raz)[104]
  - GFW NEX*GEN Championship Tournament (2015)
- Lucha Underground
  - Lucha Underground Trios Championship (1 raz) – z Jackiem Evansem i Johnnym Mundo[104]
- Pro Wrestling Illustrated
  - Feud roku (2010) The Nexus vs. WWE[105]
  - Najlepszy heel (2010) jako członek The Nexus[105]
  - 61. miejsce rankingu PWI 500 w 2011[106]
- Southside Wrestling Entertainment
  - SWE Tag Team Championship (1 raz) – z Nixonem Newellem[104]
- Total Nonstop Action Wrestling
  - TNA King of the Mountain Championship (1 raz)[104]
- World Wrestling Entertainment
  - WWE Tag Team Championship (3 razy) – z Heathem Slaterem[104]
  - Slammy Awards
    - Shocker of the Year (2010) Debiut The Nexus[107]
    - Animal of the Year (2014) The Bunny
- World Wrestling Professionals
  - WWP World Cruiserweight Championship (1 raz)[104]